# Liliane Bettencourtová
Liliane Bettencourtová, rodný jménem Liliane Henriette Charlotte Schueller (21. října 1922 Paříž – 21. září 2017 Neuilly-sur-Seine) byla francouzská podnikatelka, majitelka francouzské kosmetické firmy L'Oréal. Před svou smrtí byla nejbohatší ženou světa a v roce 2014 byla desátým nejbohatším člověkem světa. Dědictvím firmy L'Oréal v roce 1957, získala majetek přes 20 miliard amerických dolarů a 12. příčku nejbohatšího člověka na světě.